# مشروع شرق العوينات

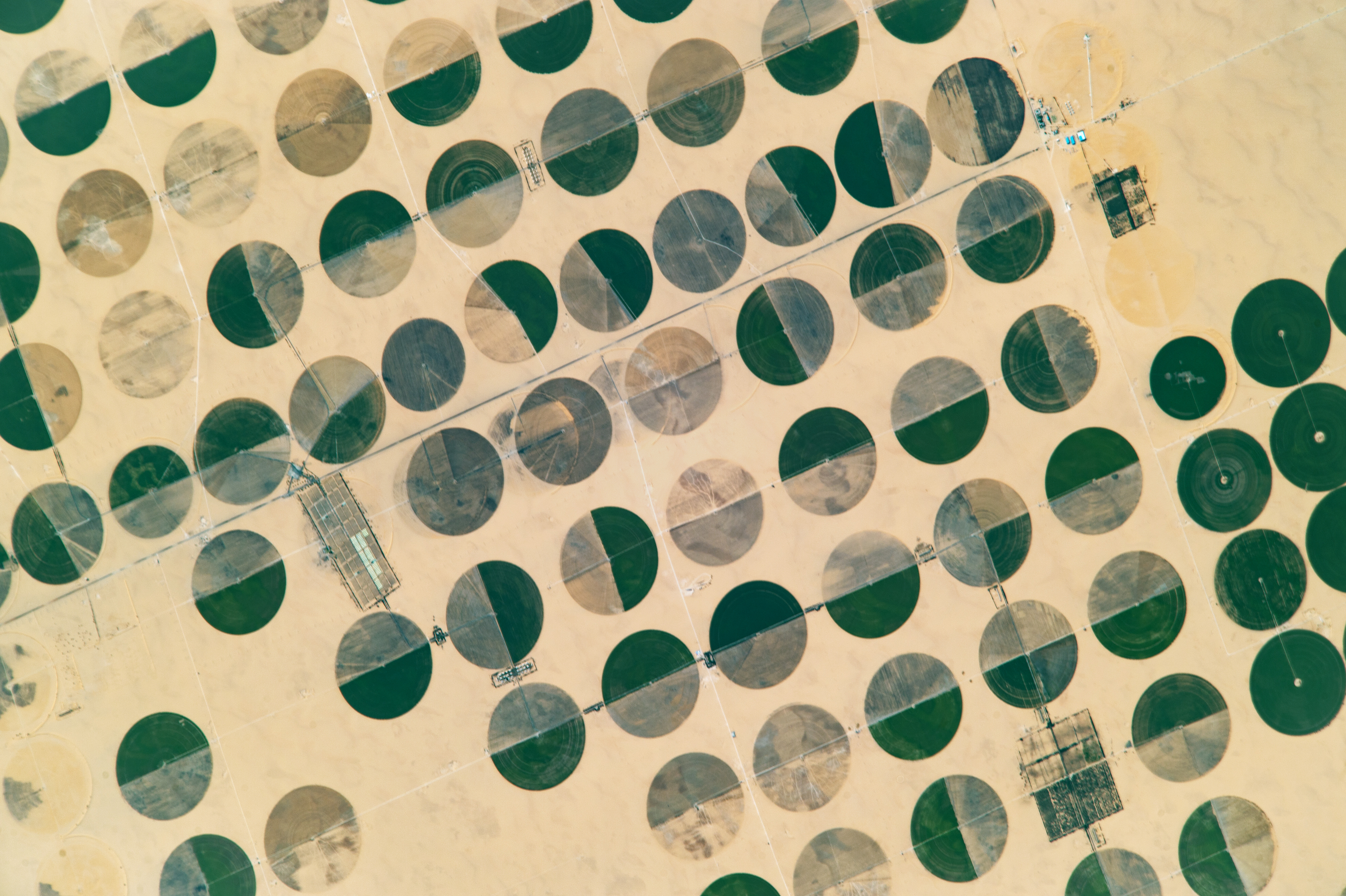
حقول البطاطس في شرق العوينات.

مشروع شرق العوينات هو أحد أكبر مشروعات التنمية الزراعية المنفذة في جنوب الوادي بالصحراء الغربية بهدف إضافة نحو 220 ألف فدان للرقعة الزراعية يتم ريها بالكامل من خلال المياه الجوفية باستخدام أساليب الري الحديثة والزراعة النظيفة لتوفير إنتاج زراعي خال من الملوثات.

## التسمية
سميت المنطقة بهذا الاسم نظرا لوقوعها شرق جبل العوينات الموجود على الحدود المصرية الليبية السودانية. وقد سمي العوينات نسبة إلى عيون الماء الناتجة من أحواض تجمع مياه الأمطار فيه.

## المناخ
مناخ المنطقة صحراوي قاري شديد الجفاف تصل درجات الحرارة صيفاً إلى 55 درجة مئوية بينما تنخفض الحرارة شتاء لتصل إلى 5 درجات مئوية تحت الصفر.
- متوسط درجات الحرارة العظمى على مدار السنة: 17 درجة مئوية شتاء - 39 درجة مئوية صيفاً.
- متوسط درجات الحرارة الصغرى على مدار السنة: 5 درجات مئوية شتاء - 22 درجة مئوية صيفاً.
- الرطوبة النسبية: 20% صيفاً - 43% شتاء.
- سرعة الرياح: 5 كم/ثانية - 8 كم/ثانية.
- البخر اليومي: 10 ملليمتر/يوم - 32 ملليمتر/يوم.[5]

## الموقع
تقع منطقة شرق العوينات في مركز الداخلة بمحافظة الوادي الجديد في أقصى الجنوب الغربي لمصر بالصحراء الغربية شرق جبل العوينات.
تبعد منطقة شرق العوينات عن أقرب المدن المحيطة:
- 620 كم من أسوان.
- 380 كم من الداخلة.
- 570 كم من الخارجة.
- 110 كم من بئر شب.
- 420 كم من أبو سمبل.
- 370 كم من توشكى.[5]

طوبوغرافية الموقع مستوية بوجه عام وتتراوح المناسيب في مساحة المشروع بين 250 متر إلى 300 متر فوق سطح البحر تتدرج في الارتفاع في الاتجاه الغربي بانحدار حوالي 50 متر لكل متر أي حوالي 50%.

## أعمال الاستصلاح والزراعة
تبلغ مساحة المنطقة بالكامل 528 ألف فدان مقسمة إلى عدد 22 قطعة، مساحة القطعة 24000 فدان وتبلغ المساحة المسموح بزراعتها في كل قطعة 10000 فدان لتوفير المياه الجوفية على أن يتم استخدام باقي مساحة القطعة في أغراض غير زراعية كالصناعات الغذائية والصوامع والتخزين وسكن العاملين والطرق الداخلية وغيرها. لتصل إجمالي المساحة المخطط استصلاحها إلى 220 ألف فدان. بالإضافة إلى 7 آلاف فدان مزرعة تجريبية.
ويتم طرح بعض تلك الأراضي للاستثمار من خلال الهيئة العامة لمشروعات التعمير والتنمية الزراعية عن طريق المزايدات العامة العلنية بنظام حق الانتفاع.
إجمالى الأراضي التى تم استصلاحها حتى نهاية عام 2022 وصل إلى 190 ألف فدان وتمت على مرحلتين:
- المرحلة الأولى: من عام 1999 حتى عام 2012 وكانت 80 ألف فدان في منطقة (عوينات 1).
- المرحلة الثانية: من عام 2014 حتى عام 2022 تمت إضافة 110 آلاف فدان في المنطقة (عوينات 2) و(عوينات 3).[9][10]

يعمل بالمنطقة 22 شركة منها:
1. الشركة الوطنية لاستصلاح وزراعة الأراضي الصحراوية (إحدى شركات جهاز مشروعات الخدمة الوطنية).[11]
2. قطاع الإنتاج بوزارة الزراعة.[12]
3. هيئة الأوقاف المصرية: المساحة المخصصة للهيئة هي 48 ألف فدان يسمح بزراعة 20 ألف فدان منها.[13]
4. شركة شرق العوينات للتنمية الزراعية (إحدى شركات مجموعة العقيل الإستثمارية السعودية): المنطقة المخصصة للشركة هي القطعة رقم 14 بمساحة 10 كيلو متر طولا في 10 كيلو عرضا بما يساوي 24 ألف فدان يسمح بزراعة 10 آلاف فدان منها. تروى من خلال 80 بئر تم حفرها تدفق كل بئر 230 الى 250 متر مكعب من المياه العذبة في الساعة وكل بئر يسقي مساحة 125 فدان.[14][12]
5. شركة كليوباترا  للتنمية الزراعية (احدى شركات مجموعة كليوباترا): المساحة المخصصة للشركة هي 24 ألف فدان يسمح بزراعة 10 آلاف فدان منها. .[15][16][17][18]
6. شركة الظاهرة الإماراتية: المساحة المخصصة للهيئة هي 36 ألف فدان يسمح بزراعة 15 ألف فدان منها.[19]
7. شركة جنان الإماراتية للاستثمار الزراعي.[12]
8. شركة رخاء السعودية.[12]
9. الشركة المصرية الأمريكية.[12]
10. شركة وادي كوم أمبو.[12]
11. شركة الشروق.[12]
12. شركة إرادة للتنمية واستصلاح الأراضي.[12][7]
13. شركة صحاري مصر للاستثمار.[12]
14. دالتكس.[20][21]
15. النيل الذهبي.[21]
16. كاليفورنيا.[21]
17. واحة العوينات.[21]
18. الصفا.[21]
19. مصر أفريقيا.[21]
20. نافجيتور للاستثمار الزراعي.[22]

## التركيب المحصولي
- المحاصيل الحقلية:
  - محاصيل الألياف (القطن).
  - محاصيل الأعلاف (برسيم حجازي – لوبيا علف – سرجم).
  - محاصيل الحبوب (قمح – ذرة رفيعة).
  - محاصيل البقول (عدس – فول صويا).
  - محاصيل زيتية (فول سوداني – سمسم).
  - محاصيل الخضر (البطاطس).
  - النباتات الطبية (كركديه – كمون – ينسون – عرقسوس – البردقوش).
- المحاصيل البستانية: البلح الجاف ونصف الجاف والتين المجفف والرمان والموالح.

## الإنتاج الحيواني
تعد المنطقة من أفضل مناطق التربية الحيوانية وتحسين السلالات باعتبارها خالية من الملوثات البيئية لذا حرصت الشركات المستثمرة بالمنطقة على استغلال بعض أراضيها في مشاريع الإنتاج الحيواني من الأبقار والأغنام والأبل والنعام تحت إشراف الوحدة البيطرية ومحطة الزراعة الآلية ومحطة الإرشاد والزراعة البحثية ووحدة الخدمات البستانية التابعة لوزارة الزراعة وذلك لتعظيم الاستفادة من طبيعة ومناخ وإمكانيات المنطقة.

## الدراسات

### دراسات خاصة بالموارد المائية
أثبتت الدراسات وجود خزان جوفى ضخم يمكن استغلاله في حدود الآمان لمدة 100 عام وتتراوح نسبة الملوحة ما بين 200- 700 جزء / مليون ولذلك فهى ما بين الممتازة والجيدة جداً للرى.

### دراسات خاصة بالموارد الأرضية
اجريت عدة دراسات على مساحة 3.30 مليون فدان وأوضحت هذه الدراسات صلاحية مساحة 1.1 مليون فدان وهي تعد من أجود الأراضى الصالحة للزراعة.

### دراسات الطاقة
تم إنشاء مزرعة الطاقة الشمسية ومساحتها الإجمالية 200 فدان لتجربة وتقييم استخدام مصادر الطاقة المتجددة بمنطقة شرق العوينات.

### دراسات بحثية
تقوم الهيئة العامة لمشروعات التعمير والتنمية الزراعية والهيئة القومية للاستشعار عن بعد لتقييم المخاطر البيئية لحركة الكثبان الرملية والفوالق الأرضية بإستمرار.

## نوع التربة
تقع أغلبها ضمن الأراضى الرملية والرملية طميية وهي تعتبر من أفضل الأراضى الصالحة للزراعة.